# Fußball-Weltmeisterschaft 1958/Sowjetunion
Dieser Artikel behandelt die sowjetische Fußballnationalmannschaft bei der Fußball-Weltmeisterschaft 1958.

## Qualifikation
| Sowjetunion | - | Polen       | 3:0  |
| Sowjetunion | - | Finnland    | 2:1  |
| Finnland    | - | Sowjetunion | 0:10 |
| Polen       | - | Sowjetunion | 2:1  |

Entscheidungsspiel in Leipzig:
| Sowjetunion | Sowjetunion 1955 | - | Polen | Polen 1944 | 2:0 |

## Sowjetisches Aufgebot
| Nummer / Name | Nummer / Name          | Damaliger Verein  | Geburtstag | Länderspiele |
| Torhüter      | Torhüter               | Torhüter          | Torhüter   | Torhüter     |
| ------------- | ---------------------- | ----------------- | ---------- | ------------ |
| 1             | Lew Jaschin            | Dynamo Moskau     | 22.10.1929 |              |
| 12            | Wladimir Maslatschenko | Lokomotive Moskau | 05.03.1936 |              |
| 13            | Wladimir Beljajew      | Dynamo Moskau     | 15.09.1933 |              |
| Abwehr        |                        |                   |            |              |
| 2             | Wladimir Kessarew      | Dynamo Moskau     | 26.02.1930 |              |
| 4             | Boris Kusnezow         | Dynamo Moskau     | 14.07.1928 |              |
| 5             | Juri Woinow            | Dynamo Kiew       | 29.11.1931 |              |
| 14            | Leonid Ostrowski       | Torpedo Moskau    | 17.01.1936 |              |
| 15            | Anatoli Masljonkin     | Spartak Moskau    | 26.06.1930 |              |
| 22            | Wolodymyr Jerochyn     | Dynamo Kiew       | 10.04.1930 |              |
| Mittelfeld    |                        |                   |            |              |
| 3             | Konstantin Kryschewski | Dynamo Moskau     | 20.02.1926 |              |
| 16            | Wiktor Zarjow          | Dynamo Moskau     | 02.06.1931 |              |
| Angriff       |                        |                   |            |              |
| 6             | Igor Netto             | Spartak Moskau    | 09.01.1930 |              |
| 7             | German Apuchtin        | ZSKA Moskau       | 12.06.1936 |              |
| 8             | Walentin Iwanow        | Torpedo Moskau    | 19.11.1934 |              |
| 9             | Nikita Simonjan        | Spartak Moskau    | 12.10.1926 |              |
| 10            | Segei Salnikow         | Spartak Moskau    | 13.09.1925 |              |
| 11            | Anatoli Iljin          | Spartak Moskau    | 27.06.1931 |              |
| 17            | Aleksandr Iwanow       | Zenit Leningrad   | 14.04.1928 |              |
| 18            | Walentin Bubukin       | Lokomotive Moskau | 23.04.1933 |              |
| 19            | Gennadi Gusarow        | Torpedo Moskau    | 11.03.1937 |              |
| 20            | Juri Falin             | Torpedo Moskau    | 02.04.1937 |              |
| 21            | Genrich Fedossow       | Dynamo Moskau     | 06.12.1932 |              |
| Trainer       |                        |                   |            |              |
|               | Gawriil Katschalin     |                   | 20.05.1911 |              |

## Spiele der sowjetischen Mannschaft

### Vorrunde
- Sowjetunion –  England 2:2 (1:0)

Stadion: Ullevi (Göteborg)
Zuschauer: 45.000
Schiedsrichter: Zsolt (Ungarn)
Tore: 1:0 Simonjan (13.), 2:0 A. Iwanow (55.), 2:1 Kevan (66.), 2:2 Finney (85.) 11 m
- Sowjetunion –  Österreich 2:0 (1:0)

Stadion: Ryavallen (Borås)
Zuschauer: 22.000
Schiedsrichter: Jörgensen (Dänemark)
Tore: 1:0 Iljin (15.), 2:0 W. Iwanow (62.)
- Brasilien –  Sowjetunion 2:0 (1:0)

Stadion: Ullevi (Göteborg)
Zuschauer: 50.000
Schiedsrichter: Guigue (Frankreich)
Tore: 1:0 Vavá (2.), 2:0 Vavá (65.)
Besonders interessant war die Gruppe 4, in der sich Brasilien als Erster gegen die Sowjetunion, England und den WM-Dritten von 1954, Österreich, durchsetzte. Nach dem 3:0 gegen Österreich konnten die Südamerikaner den Engländern nur ein 0:0 abringen. Gegen die Sowjetunion (2:0 durch zwei Tore von Vava) tauchte zum ersten Mal ein 17-jähriger junger Mann in der Startelf auf, der noch für Furore sorgen sollte: Edson Arantes do Nascimento, genannt Pelé. Gruppenzweiter wurden die Russen (mit Torwart-Legende Lew Jaschin), die aufgrund der Punktegleichheit mit dem Favoriten England (hatten den Verlust der beim Flugzeugabsturz verunglückten Spieler von Manchester United zu verkraften) ins Play-off-Spiel mussten und das Fußball-Mutterland mit 1:0 besiegten. Österreich (Mittelläufer: Ernst Happel!) konnte in dieser Gruppe nicht viel ausrichten und wurde mit nur einem Remis (gegen England) Tabellenletzter.

#### Playoff
- Sowjetunion –  England 1:0 (0:0)

Stadion: Ullevi (Göteborg)
Zuschauer: 23.180
Schiedsrichter: Dusch (Deutschland)
Tore: 1:0 Iljin (68.)

### Viertelfinale
| 45.000 | Råsundastadion (Solna) | Schweden | Sowjetunion | Leafe (England) | 2:0 (0:0) | 1:0 Hamrin (49.) 2:0 Simonsson (88.) |

Veranstalter Schweden hatte mit den durch das zwei Tage zuvor angesetzte Play-off geschwächten Russen keine großen Probleme. Das 2:0 brachte sie sicher ins Halbfinale.